# Lawrence (Kansas)
Lawrence ist eine Stadt in den Vereinigten Staaten im Nordosten des Bundesstaates Kansas, Verwaltungssitz von Douglas County. Lawrence hatte bei der Volkszählung 2020 des US Census Bureau 94.934 Einwohner. Dieses liegt daran, dass es die University of Kansas beherbergt, also fällt die Einwohnerzahl jeden Sommer mit dem Schwund von Studenten. Lawrence gehört zu den wenigen „blauen Flecken“ von Kansas: Bei den letzten vier Präsidentschaftswahlen hatten immer die Demokraten die meisten Stimmen.

## Geographie

### Lage und Landschaft
Lawrence befindet sich 66 km westlich von Kansas City sowie 43 km östlich von Topeka. Die Stadt liegt an der Mündung des Flusses Wakarusa in den Kansas River (auch Kaw River). Im Zentrum der Stadt erhebt sich ein Hügel, der Mount Oread, auf dem sich die Hauptgebäude der University of Kansas befinden. Südwestlich der Stadt bilden die gestauten Gewässer des Wakarusa den Stausee Clinton Lake.

### Klima
Über das ganze Jahr gesehen schwanken die durchschnittlichen Temperaturen zwischen −7 °C im Januar und über 30 °C im Juli. Durchschnittlich ist es an 49 Tagen im Jahr über 30 °C heiß. An 96 Tagen im Jahr fällt die Temperatur unter den Gefrierpunkt.
Normalerweise tritt die erste Frostnacht zwischen der dritten Oktober- und der zweiten Novemberwoche auf. Die letzte Frostnacht liegt üblicherweise zwischen der letzten März- und der dritten Aprilwoche.
Die tiefste gemessene Temperatur lag bei −30 °C im Dezember 1989. Die höchste wurde im Juli 1954 mit 43,9 °C gemessen.

## Geschichte
Die Stadt wurde 1854 von der New England Emigrant Aid Company gegründet und nach dem Abolitionisten Amos Adams Lawrence benannt. Die New England Emigrant Aid Company war Teil der Anti-Sklaverei-Bewegung und siedelte deshalb gezielt Einwanderer an, die gegen Sklaverei waren. Dies waren zu dieser Zeit auch Deutsche. Ziel war, das noch nicht zum Bundesstaat verfasste Kansas-Territorium bei der vorhersehbaren Konstituierung als Bundesstaat auf die Seite der Gegner der Sklaverei zu bringen. Zum Zeitpunkt der Stadtgründung gab es nämlich in der Union gleich viele Bundesstaaten für und gegen die Sklaverei (jeweils 13). Lawrence war auch Teil der Underground Railroad, eines Netzwerkes, das geflohene Sklaven versteckte und transportierte. Aufgrund der mehrheitlich gegen die Sklaverei gestellten Bevölkerung wurde Lawrence wiederholt Ziel von Überfällen durch Befürworter der Sklaverei (Bleeding Kansas). 1856 belagerte der sklavereifreundliche Sheriff von Douglas County, Samuel J. Jones, die Stadt eine Woche lang, ohne anzugreifen, kehrte dann aber später zurück, um die Büros der abolitionistischen Zeitungen Herald of Freedom und Kansas Free State zu zerstören. Ein Verteidiger der Stadt war der Abolitionist John Brown, der später durch eigene gewaltsame Überfälle auf Sklaverei-Befürworter zur Ikone des Abolitionismus wurde. Im Bürgerkrieg war Lawrence Schauplatz eines Massakers, bei dem 183 Stadtbewohner von konföderierten Guerillatruppen unter William Clark Quantrill ermordet und ein großer Teil der Stadt niedergebrannt wurde. Bei beiden Überfällen auf die Stadt wurde das von der New England Emigrant Aid Company betriebene Hotel (Free State Hotel) niedergebrannt, das allerdings jedes Mal wieder aufgebaut wurde und heute noch in Betrieb ist (unter dem Namen Eldridge Hotel). Diese Ereignisse spiegeln sich im Wappen der Stadt wider, das einen Phönix zeigt, der sich aus der Asche der Stadt erhebt.

## Bevölkerung

### Demografie
Derzeit leben in Lawrence 80.098 Menschen (Stand: 2000). Es befinden sich in der Stadt 31.388 Haushalte.
83,8 % der Bevölkerung von Lawrence ist europäischer Abstammung. 23,8 % der Europäischstämmigen haben deutsche Wurzeln.
5,1 % der dort lebenden Menschen sind Afroamerikaner, 2,9 % Indianer, 3,8 % Asiaten, 4,4 % Sonstige.
91,0 % der Einwohner sprechen Englisch als Umgangssprache, weitere 2,9 % bevorzugen Spanisch und 1,0 % Chinesisch. Weitere 5,1 % sprechen sonstige Sprachen (darunter Deutsch).

### Religion

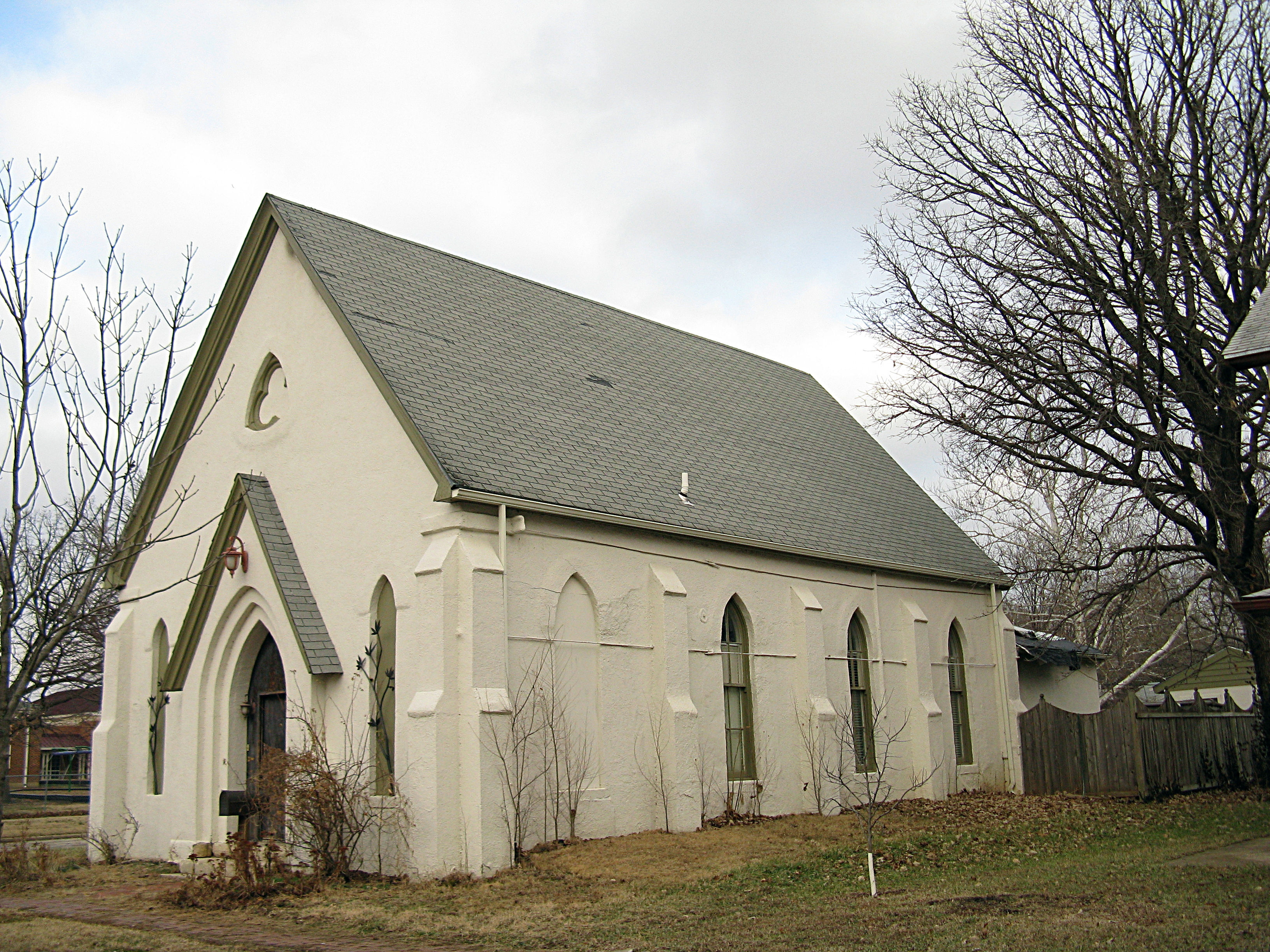
Die alte Historic German Methodist Episcopal Kirche in Lawrence

In Lawrence gibt es eine Vielzahl unterschiedlicher Religionsgemeinschaften.
- 10 baptistische Gemeinden
- 7 evangelisch-methodistische Gemeinden (darunter eine spezielle Gemeinde für indianischstämmige)
- 5 presbyterianische Gemeinden
- 5 evangelisch-lutherische Kirchengemeinden
- 3 römisch-katholische Kirchengemeinden St. Lawrence, Corpus Christi und St. Theresa
- 1 griechisch-orthodoxe Kirchengemeinde St. Sophia
- 1 evangelisch-reformierte Kirchengemeinde
- 1 anglikanische Kirchengemeinde (Canterbury House)
- 1 Mennoniten-Gemeinde (Peace Mennonite Church USA)
- 1 Mormonen-Gemeinde
- 1 jüdisches Gemeindezentrum (Lawrence Jewish Community Center)
- 1 Bahai-Gemeinde

## Infrastruktur

### Verkehr
Lawrence lag an den beiden Hauptrouten für Siedler-Trecks im 19. Jahrhundert, dem Oregon Trail und dem Santa Fe Trail.
Die Stadt liegt an mehreren Eisenbahnlinien und ist durch die zwischen Los Angeles und Chicago verkehrenden Fernschnellzüge Southwest Chief an den Schienenpersonenfernverkehr von Amtrak angeschlossen. Im Norden der Stadt verläuft in ostwestlicher Ausrichtung die Fernstraße Interstate 70.
Der ÖPNV in Lawrence ist seit 2023 kostenfrei nutzbar.

### Medien
In Lawrence erscheint die Tageszeitung Lawrence-Journal World, außerdem gibt es den lokalen Fernsehsender Channel 6.

### Bildung

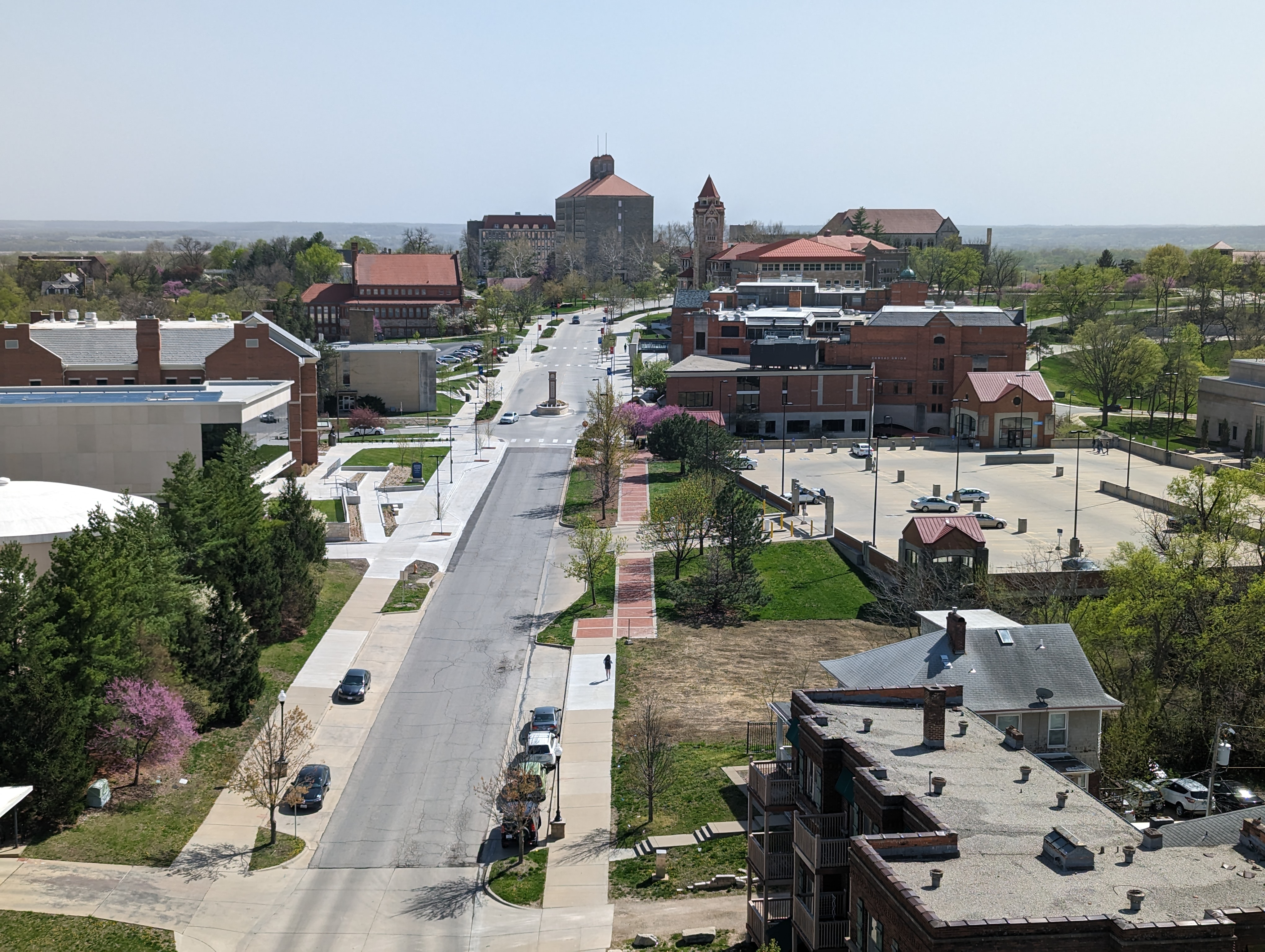
Campus der University of Kansas im April 2023

Lawrence ist Sitz der im Jahre 1865 gegründeten University of Kansas, mit fast 30.000 Studierenden die größte Universität in Kansas. Außerdem befindet sich dort die Haskell Indian Nations University, eine Hochschule speziell für Mitglieder von Indianerstämmen, mit ungefähr 1000 Studierenden. In Lawrence ist zudem das Robert J. Dole Institute of Politics ansässig, das Veranstaltungen zur politischen Bildung anbietet und eine Ausstellung zum Leben und Wirken des ehemaligen Senators und Präsidentschaftskandidaten Bob Dole beherbergt. Angeschlossen an die University of Kansas sind ein Naturkundemuseum und das Kunstmuseum Helen Foresman Spencer Museum of Art.

## Kultur
Die Schriftsteller William S. Burroughs und Langston Hughes lebten einige Zeit in Lawrence. Jedes Jahr findet das Rockkonzert Wakarusa Music and Camping Festival in Lawrence statt.
Im Naturkundemuseum der University of Kansas steht das ausgestopfte Pferd Comanche, das lange Zeit fälschlicherweise als einziger Überlebender der 7. Kavallerie bei der Schlacht am Little Bighorn zwischen den Truppen General Custers gegen die Indianerstämme unter Sitting Bull und Crazy Horse im Jahre 1876 galt.

## Politik

### Politische Landschaft
Obwohl der Bundesstaat Kansas eher republikanisch geprägt ist, stimmt die Mehrheitsbevölkerung von Lawrence üblicherweise eher für die Demokraten. Douglas County, in dem Lawrence liegt, war eines von den beiden Countys in Kansas, die bei den US-Präsidentschaftswahlen 2004 mehrheitlich für John Kerry gestimmt haben.

### Städtepartnerschaften
- Eutin, Deutschland
- Hiratsuka, Japan
- Iniades, Griechenland

## Rezeption
Lawrence wurde 1983 durch den Film The Day After bekannt. Der Film spielt größtenteils in Lawrence, da es nach Schätzungen eine der wenigen Städte der Vereinigten Staaten sein würde, die einen Nuklearkrieg nahezu unzerstört überstehen würden. Außerdem wollte der Regisseur die Wirkung eines Nuklearkrieges auf den Durchschnittsamerikaner zeigen und wählte deshalb eine Kleinstadt im Mittleren Westen der Vereinigten Staaten. Lawrence liegt in der Nähe des geographischen Zentrums der Vereinigten Staaten (Hawaii und Alaska nicht einberechnet). Wichtig für die Wahl von Lawrence als Schauplatz war auch die Nähe zur Whiteman Air Force Base (ca. 100 Meilen entfernt), einem Luftwaffenstützpunkt, auf dem eine große Zahl Minuteman-Atomraketen stationiert waren.
Im Spielfilm About Schmidt mit Jack Nicholson besucht der Titelheld unter anderem auch Lawrence, wo er studiert hatte. Die Szenen wurden aber nicht in Lawrence gedreht. Außerdem wird die Stadt mehrfach in der Fernsehserie Supernatural erwähnt. Die beiden Hauptcharaktere Sam und Dean Winchester wurden beide dort geboren und kehren im Laufe der Staffeln mehrfach dorthin zurück. In der Serie Jericho – Der Anschlag wird erwähnt, dass Lawrence durch einen Atomschlag zerstört wurde. Die Serie wurde teils in Lawrence gefilmt. Das Massaker von Lawrence ist Teil des Westerns Wer mit dem Teufel reitet mit Tobey Maguire. Ebenso spielt die Serie Heroes in der dritten Staffel in Lawrence.
Josh Ritter schrieb einen Song mit dem Titel Lawrence, KS, der u. a. von Richard Shindell gecovert wurde.
Die Software Google Earth ist beim Start auf den Wohnblock in Lawrence zentriert, in dem einer der Entwickler der Software während seiner Studienzeit an der University of Kansas wohnte.

## Söhne und Töchter der Stadt
- Alvan Adams (* 1954), Basketballspieler
- Cattle Annie (1882–1978), Anna Emmaline McDoulet, jugendliche Gesetzlose
- Ellen Barrett (* 1946), Priesterin der Episkopalkirche
- Chuck Berg (1940/41?–2016), Jazzmusiker, Autor und Hochschullehrer für Filmwissenschaften
- Erin Brockovich (* 1960), Rechtsanwaltsgehilfin
- Lawrence Brown (1907–1988), Jazz-Posaunist, Solist in der Duke Ellington Band
- Sarah Buxton (* 1980), Countrysängerin
- Danny Carey (* 1961), Schlagzeuger
- Thomas R. Docking (1954–2017), Politiker
- Robert Fred Ellsworth (1926–2011), Politiker
- Stump Evans (1904–1928), Jazzmusiker
- Addison Frei (* 1992), Jazzmusiker
- William Alexander Griffith (1866–1940), Maler und Kunstpädagoge
- Ralph Houk (1919–2010), Spieler, Trainer und Manager im Major League Baseball
- Delbert Mann (1920–2007), Film- und Fernsehregisseur
- Thomas McKnight (* 1941), Maler
- Martha Lavey (1957–2017), Schauspielerin und Theaterintendantin
- Don Mumford (1954–2007), Jazzmusiker
- William Shockley (* 1963), Schauspieler, Musiker und Autor
- Charles A. Sprague (1887–1969), Politiker
- Josh Thompson (* 1962), Biathlet
- Charles M. Sternberg (1885–1981), kanadischer Paläontologe
- George F. Sternberg (1883–1969), Paläontologe
- George Walker (1873–1911), Entertainer, Vaudevilleschauspieler und -produzent
- Bobby Watson (* 1953), Jazzmusiker
- Jeff Yagher (* 1961), Schauspieler